# Herm
Herm (en guerneseyés: Haerme) es la más pequeña de las Islas del Canal que están abiertas al público. Forma parte de la bailía de Guernsey.
Los automóviles están prohibidos en esta isla, al igual que en su vecina Sark; pero al contrario de ésta, también se prohíben las bicicletas. Sin embargo, se permiten los tractores para la población local. Las playas de arena blanca son el paraíso de los caminantes.
La isla de Jethou queda al sur; se dice que en el año 709 una tormenta eliminó una lengua de tierra que conectaba a ambas islas.
El 19 de octubre de 2015, el conjunto «Herm, Jethou y The Humps», con 1802.9 ha, fue declarado sitio Ramsar (n.º ref. 2277).

## Historia

### Prehistoria
Herm fue descubierta por primera vez en el Mesolítico (entre el 10 000 y el 8000 a. C.), cuando los cazadores buscaban alimento. En el Neolítico y la Edad del Bronce llegaron los colonos; se han encontrado restos de tumbas de cámara en la isla, que aún hoy pueden verse, concretamente en el Common y en el Petit y Grand Monceau; se ha sugerido que el extremo norte de la isla, es decir, el Common, se reservaba para los entierros.Tras un proyecto de tres años de duración llevado a cabo por la Universidad de Durham, con el apoyo de especialistas de la Universidad de Cambridge, la Universidad de Oxford y el museo de Guernsey, se afirmó que «la densidad de las tumbas sugiere que el extremo norte de Herm pudo haber sido un lugar reservado para las actividades funerarias».

### Edad Media
Los primeros registros de los habitantes de Herm en tiempos históricos datan del siglo VI, cuando la isla se convirtió en un centro de actividad monástica; llegaron los seguidores de San Tugual (también llamado Tudwal) y fundaron la capilla de San Tugual. En el año 709 d. C., una tormenta arrasó la franja de tierra que conectaba la isla con Jethou.
Un momento importante en la historia política de Herm fue en el año 933 d. C., cuando las Islas del Canal fueron anexionadas al Ducado de Normandía, y permanecieron así hasta la división de Normandía en 1204, cuando se convirtieron en una dependencia de la Corona. En 1111, el hermano Claude Panton era ermitaño en «Erm» y en 1117 se registra que el entonces ermitaño, el hermano Francis Franche Montague, vivía en «Erm».Tras la anexión, Herm perdió gradualmente a sus habitantes monásticos y, entre 1570 y 1737, los gobernadores de Guernsey la utilizaron como coto de caza, visitándola para disparar, cazar y pescar.

### DelsigloXIXa la Segunda Guerra Mundial

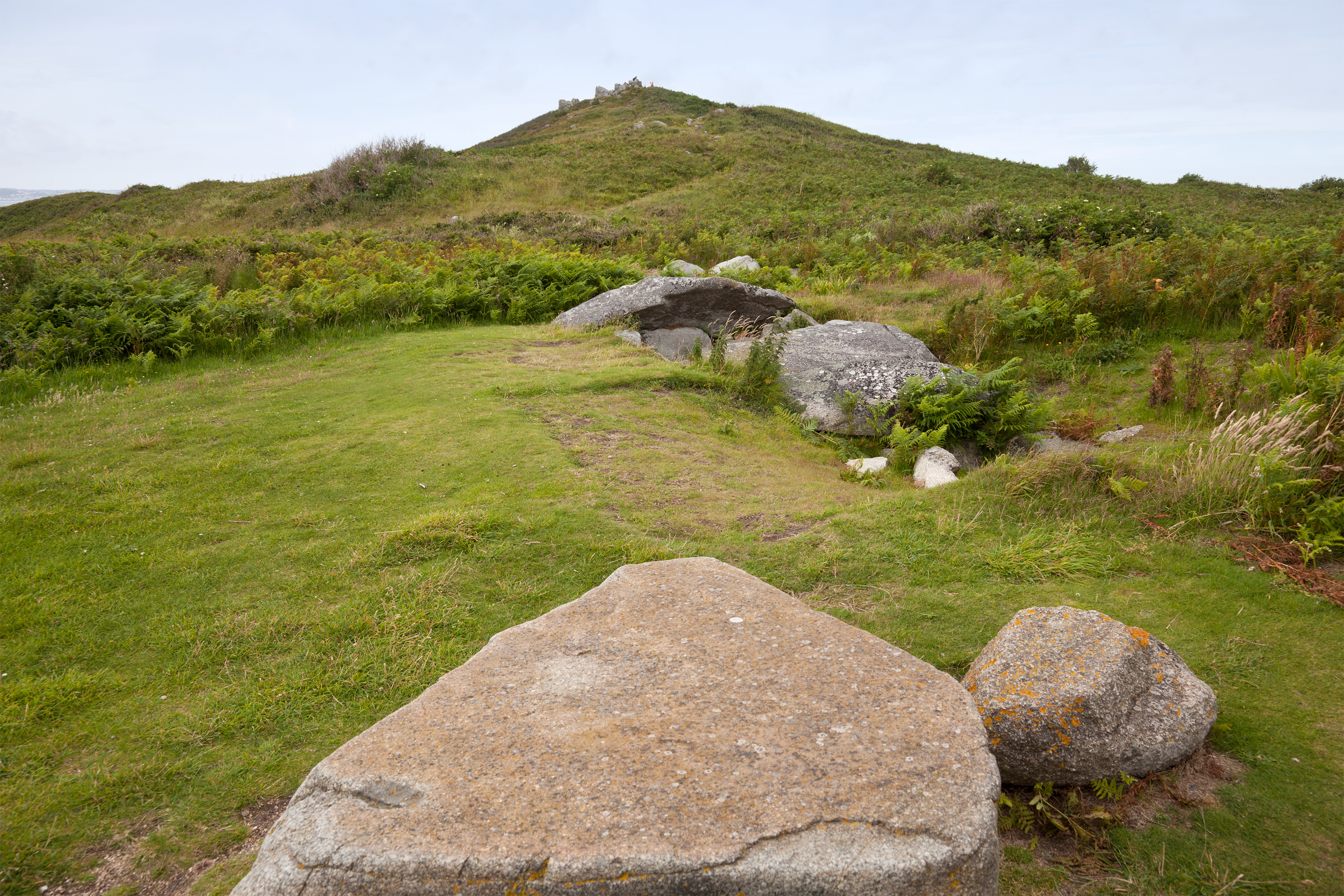
Una tumba prehistórica, conocida como Robert's Cross.

En 1810 se fundó una posada y, durante la Revolución Industrial, se construyeron carreteras, caminos, un puerto, alojamientos, una fragua, herrerías, una cervecería, una panadería y una prisión para atender al mayor número de habitantes desde la prehistoria. La mayoría eran canteros que trabajaban en las nuevas canteras de granito. Todavía se pueden ver varias canteras en la actualidad, como las de Common. Cuando el príncipe Gebhard Fürst Blücher von Wahlstatt y la princesa Blücher arrendaron la isla al gobierno británico en 1889, introdujeron una colonia de canguros de cuello rojo en la isla, que perduró hasta 1910. Se dice que las crías «fueron comidas como alimento por los soldados ingleses que ocuparon la isla durante la Segunda Guerra Mundial».
Compton Mackenzie, un novelista escocés nacido en Inglaterra, adquirió el arrendamiento en 1920. Recordó que sus tres años allí tuvieron numerosos problemas logísticos. Se ha sugerido que Mackenzie fue la inspiración para el personaje del Sr. Cathcart en la obra de D. H. Lawrence El hombre que amaba las islas, sobre un hombre que se mudó a islas cada vez más pequeñas, al igual que Mackenzie se mudó de Herm a la más pequeña Jethou, pero el propio Lawrence lo negó. Percival Lea Dewhurst Perry fue el arrendatario desde 1923 hasta 1939.
La ocupación alemana de las Islas del Canal durante la Segunda Guerra Mundial pasó prácticamente de largo por Herm. La isla fue reclamada el 20 de julio de 1940 por la Alemania nazi, pocas semanas después de la llegada de las tropas alemanas a Guernsey y Jersey; los soldados alemanes desembarcaron en la isla para rodar una película propagandística, La invasión de la isla de Wight.  Las playas de arena de Herm pronto se utilizaron para practicar desembarcos desde barcazas, en preparación para la invasión de Inglaterra, pero por lo demás la isla vio poco a los alemanes, salvo a los oficiales que hacían excursiones para cazar conejos.Herm solo tuvo unas pocas construcciones alemanas durante la guerra; se instaló una batería antiaérea en la isla durante unas semanas y se colocaron minas en una zona. De vez en cuando, los soldados alemanes viajaban a Herm para cortar leña para combustible.

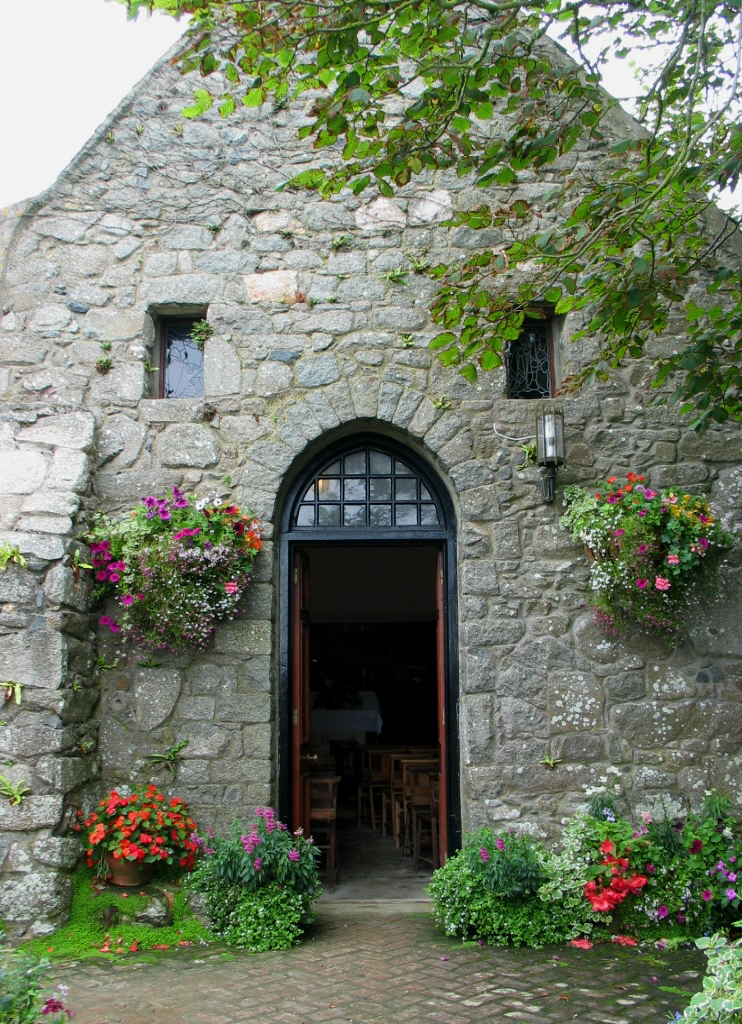
Capilla de San Tugual

### Operación Huckaback
La Operación Huckaback fue una operación militar británica de la Segunda Guerra Mundial que originalmente se diseñó para ser una incursión en Herm, Jethou y Brecqhou, pero que en su lugar se convirtió en una incursión solo en Herm llevada a cabo la noche del 27 de febrero de 1943, tras un intento anterior que había sido abortado. Diez hombres de la Fuerza de Incursión a Pequeña Escala y del Comando N.º 4, al mando del capitán Patrick Anthony Porteous VC, desembarcaron a 200 yardas al noroeste de Selle Rocque, en una playa de guijarros, e hicieron varios intentos infructuosos de escalar el acantilado que tenían delante. Porteous finalmente logró subir por el lecho de un arroyo y ayudó a los demás a subir con una cuerda. Más tarde informaron de que no habían encontrado ningún rastro de isleños ni alemanes (que se suponía que estaban acuartelados cerca del puerto). No habían conseguido contactar con los pocos civiles de la isla, cuyas tareas incluían el cuidado de las ovejas.

### Desde 1945
En 1949, los Estados de Guernsey compraron Herm a la Corona debido al «idilio de isla virgen que podían disfrutar tanto los lugareños como los turistas». Uno de los inquilinos más influyentes de la isla fue el comandante Peter Wood, que se ocupó de la isla desde 1949 hasta 1980 junto con su esposa. Cuando llegó, la isla estaba en ruinas, con la mansión oculta entre la maleza y las ventanas y los tejados de las casas destrozados por una mina marina que había llegado a la bahía poco después de su llegada, pero crearon una escuela y restauraron la capilla de St Tugual. La hija del mayor Wood, Pennie Wood Heyworth, y su marido Adrian les sucedieron; el mayor Wood falleció en 1998. Sus primeros esfuerzos quedaron registrados en Herm, Our Island Home, escrito por la esposa del mayor Wood, Jenny Wood.
El 17 de mayo de 2008, la BBC informó de que los inquilinos habían puesto a la venta los 40 años restantes de su contrato de arrendamiento, con un precio de venta de 15 000 000 £. En cuatro días, había más de 50 compradores potenciales. En septiembre de 2008 se anunció que Starboard Settlement, un fideicomiso, había adquirido el resto del contrato de arrendamiento por un precio considerablemente inferior al de venta. El fideicomiso constituyó una empresa con sede en Guernsey, Herm Island Ltd, para gestionar la isla en nombre de los fideicomisarios.
En 2013, las negociaciones para una prórroga de 21 años del contrato de arrendamiento fracasaron, ya que el arrendatario ofrecía 440 000 £ y el propietario pedía 6 000 000 £ más mejoras en las infraestructuras, oferta que posteriormente se redujo a 2,44 millones de libras esterlinas. En 2023, el contrato de arrendamiento con Starboard Settlement Charitable Trust se prorrogó hasta 2069 por una suma no revelada.

## Educación y cultura

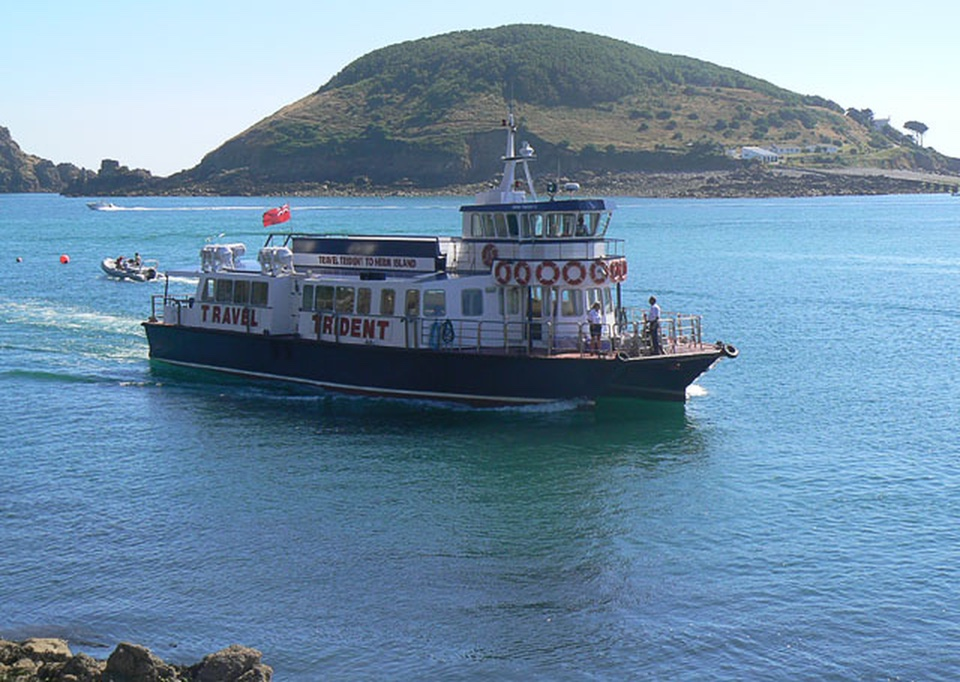
El ferry Travel Trident acercándose a Herm

Se mantienen topónimos normandos y franceses del periodo en el que la isla estuvo bajo la jurisdicción del Ducado de Normandía  El mapa de la Isla de Herm, publicado por el Tenant de Herm, indica que los principales topónimos, incluyendo el nombre de la isla, tienen orígenes desconocidos, aunque existe una anglicanización de los nombres; por ejemplo, La Pointe du gentilhomme fue cambiada a "Alderney Point".
Herm tiene una escuela primaria, con alrededor de 6 alumnos; enseñados por un profesor de Guernsey a diario. Los niños mayores de 11 años son enviados a Guernsey.
Herm ha ganado categorías del Britain in Bloom varias veces: en 2002, 2008 y 2012.
La isla y su historia se ha narrado en numerosas obras literarias: el escritor, Compton Mackenzie,que fue el tenant de la isla entre 1920 y 1923, representándola en Fairy Gold.Jenny Wood, la esposa del tenant Major Peter Wood, publicó sus memorias en 1986. La historia de la isla está contada en Hidden Treasures of Herm Island by Catherine Kalamis. En 2018 se publicó el libro de Paul Sherman, Where Seagulls Dare, que es una colección de cuentos ambientados en la isla.
La parte norte de la isla fue reconocida 2016 como área de importancia medioambiental bajo la Convención de Ramsar.

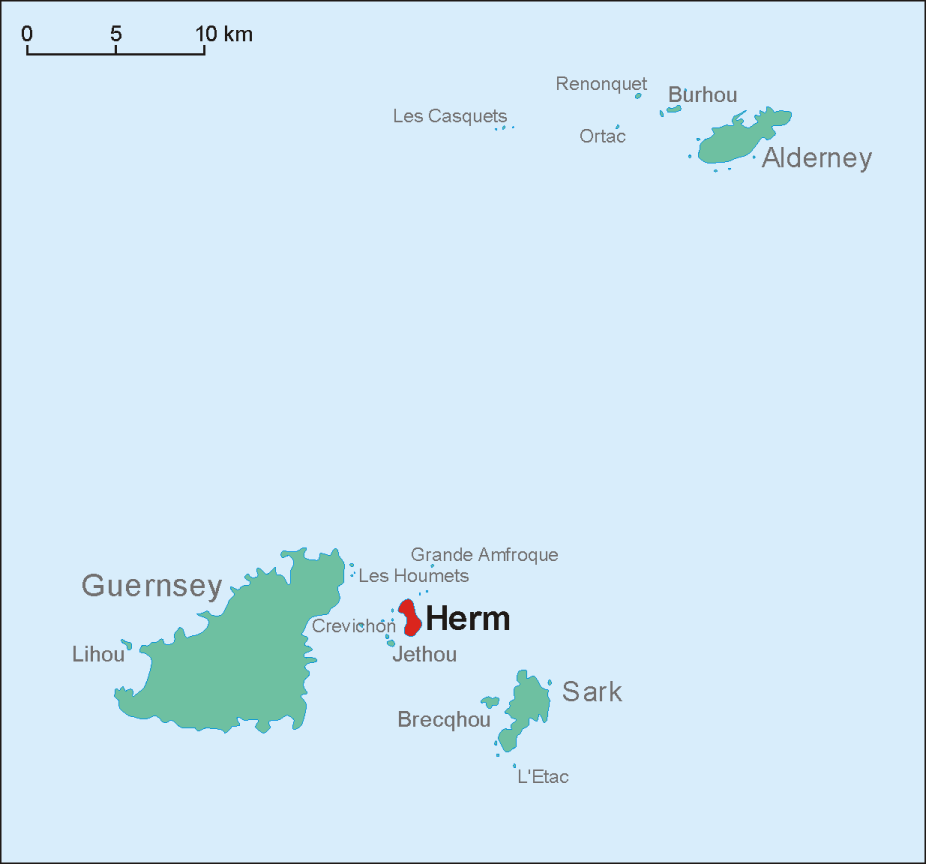
Localización de Herm.

## Lugares
- Capilla de San Tugdual